# Sidney Herbert Ray
Sidney Herbert Ray (né le 28 mai 1858, mort le 1er janvier 1939) est un linguiste comparatiste et descriptif, spécialisé dans les langues de la Mélanésie. 

## Biographie
En 1892, il fait la lecture d'une importante communication sur « Les langues de Nouvelle-Guinée britannique » lors du 9e Congrès des orientalistes où il établit pour la première fois la distinction entre les langues austronésiennes et les langues papoues de Nouvelle-Guinée. Bien qu'il n'ait jamais tenu une chaire universitaire et ait été employé toute sa vie comme instituteur S. H. Ray participe à de nombreuses expéditions.